# 长春都市圈环线高速公路
长春都市圈环线高速公路，又称长春一小时经济圈环线高速、长春大七环、长春大外环，规划全长约377 km，原为省级高速公路，道路编号为S96，2022年7月划入国家高速公路的都市圈环线系统。

## 建设规划
长春都市圈环线高速公路途径长春市农安县、德惠市、九台区、双阳区、公主岭市，吉林市永吉县和四平市伊通满族自治县。此环线分为东西两半环段：东环段为农安经双阳至伊通段，全长约214公里；西环段为伊通经怀德至农安段，全场约123公里。待两段连接后，将是 长春绕城高速（长春市五环路）建成后又一条以长春主城区为中心的高速公路环线，同时也成为国家高速公路网和吉林省高速公路网的重要组成部分。

### 建设情况
2014年10月30日，长春都市圈环线高速公路辅道（省道九开公路）永吉境内段24.164公里二级公路建设项目主体工程全线贯通。
2018年11月21日，长春都市圈环线高速公路一期工程（九台至双阳段）正式开工；2021年8月，二期工程（农安至九台、双阳至伊通段）随即开工。
2023年1月，长春都市圈环线高速公路一期工程正式通车试运行；2024年11月27日，二期工程建成通车。